# Francisco Conceição
Francisco Fernandes Conceição (Coimbra, 14 december 2002) is een Portugees voetballer. In 2024 debuteerde Conceição voor het Portugees voetbalelftal.

## Clubcarrière

### FC Porto
Conceição genoot zijn jeugdopleiding bij Sporting Lissabon, Padroense FC en FC Porto. Bij laatstgenoemde club ondertekende hij in augustus 2020 zijn eerste profcontract. Op 13 september 2020 maakte hij zijn officiële debuut voor FC Porto B in de competitiewedstrijd tegen Varzim (0-1-verlies). Op 13 februari 2021 liet zijn vader, Sérgio Conceição, hem ook debuteren in het eerste elftal van Porto: in de competitiewedstrijd tegen Boavista mocht hij in de 77e minuut invallen voor Wilson Manafá. Vier dagen later mocht hij in de heenwedstrijd van de achtste finale van de UEFA Champions League ook invallen tegen Juventus – weliswaar in de blessuretijd. Met zijn achttien jaar, twee maanden en drie dagen werd hij de tweede jongste speler ooit na Rúben Neves.

### Ajax
In juli 2022 verruilde Conceição FC Porto voor Ajax. Tijdens de voorbereiding op seizoen 2022/23 gaf Ajax-trainer Alfred Schreuder aan dat het de bedoeling was dat Conceição achter rechtsbuiten Antony de tijd zou krijgen om te wennen. Ook toen Antony kort na de komst van Conceição vertrok, veranderde dat niets aan de situatie van Conceição als wisselspeler. Zijn debuut in de Eredivisie volgde op 3 september 2022, als invaller tegen Cambuur. In januari 2023 stond hij voor het eerst enkele malen in basisopstelling. Daarna kreeg Mohammed Kudus de voorkeur als rechtsbuiten, en werd Conceição weer wisselspeler.

### Opnieuw FC Porto

#### Verhuur aan FC Porto
In het seizoen 2023/24 werd Conceição door Ajax verhuurd aan FC Porto, ook werd er een optie tot koop bedongen. In april 2024 werd bekend dat FC Porto Conceição terug zou kopen van Ajax.

#### Definitief FC Porto
Nadat Conceição werd teruggekocht door FC Porto, werd hij in het seizoen 2024/25 verhuurd aan Juventus.

### Juventus
Op 22 juli 2025 maakte Juventus bekend dat Conceiçao definitief overgenomen werd van FC Porto en een contract tekende voor vijf jaar. De Oude Dame betaalde 32 miljoen euro voor hem aan FC Porto.

## Clubstatistieken

### Beloften
| Seizoen         | Club            | Land               | Competitie      | Competitie | Competitie | Beker | Beker | Supercup | Supercup | Internationaal | Internationaal | Totaal | Totaal |
| Seizoen         | Club            | Land               | Competitie      | Wed.       | Dlp.       | Wed.  | Dlp.  | Wed.     | Dlp.     | Wed.           | Dlp.           | Wed.   | Dlp.   |
| --------------- | --------------- | ------------------ | --------------- | ---------- | ---------- | ----- | ----- | -------- | -------- | -------------- | -------------- | ------ | ------ |
| 2020/21         | FC Porto B      | Vlag van Portugal  | Segunda Liga    | 20         | 4          | —     | —     | —        | —        | —              | —              | 20     | 4      |
| 2022/23         | Jong Ajax       | Vlag van Nederland | Eerste divisie  | 7          | 5          | —     | —     | —        | —        | –              | –              | 7      | 5      |
| Carrière totaal | Carrière totaal | Carrière totaal    | Carrière totaal | 27         | 9          | 0     | 0     | 0        | 0        | 0              | 0              | 27     | 9      |

Bijgewerkt t/m 31 januari 2024.

### Senioren
| Seizoen         | Club            | Land               | Competitie      | Competitie | Competitie | Beker | Beker | Supercup | Supercup | Internationaal | Internationaal | Totaal | Totaal |
| Seizoen         | Club            | Land               | Competitie      | Wed.       | Dlp.       | Wed.  | Dlp.  | Wed.     | Dlp.     | Wed.           | Dlp.           | Wed.   | Dlp.   |
| --------------- | --------------- | ------------------ | --------------- | ---------- | ---------- | ----- | ----- | -------- | -------- | -------------- | -------------- | ------ | ------ |
| 2020/21         | FC Porto        | Vlag van Portugal  | Primeira Liga   | 14         | 0          | 1     | 0     | 0        | 0        | 2              | 0              | 17     | 0      |
| 2021/22         | FC Porto        | Vlag van Portugal  | Primeira Liga   | 25         | 2          | 5     | 1     | —        | —        | 3              | 0              | 33     | 3      |
| 2022/23         | Ajax            | Vlag van Nederland | Eredivisie      | 19         | 0          | 5     | 0     | —        | —        | 4              | 1              | 28     | 1      |
| 2023/24         | → FC Porto      | Vlag van Portugal  | Primeira Liga   | 12         | 2          | 5     | 1     | —        | —        | 6              | 1              | 23     | 4      |
| Carrière totaal | Carrière totaal | Carrière totaal    | Carrière totaal | 70         | 4          | 16    | 2     | 0        | 0        | 15             | 2              | 101    | 8      |

Bijgewerkt t/m 31 januari 2024.

## Interlandcarrière
Conceição nam in 2021 met Portugal –21 deel aan het EK –21 in Hongarije en Slovenië. Beloftenbondscoach Rui Jorge liet hem in de groepswedstrijden tegen Kroatië, Engeland en Zwitserland telkens kort na het uur invallen. Tegen Zwitserland legde hij een paar minuten na zijn invalbeurt de 0-3-eindscore vast. In de kwartfinale tegen Italië viel hij in de 86e minuut in en legde hij in de 119e minuut de 5-3-eindscore vast. In de finale tegen Duitsland, die Portugal met 1-0 verloor, viel hij kort voor het uur in.
Conceição maakte zijn debuut voor Portugal in Ljubljana tegen Slovenië, een vriendschappelijke wedstrijd gespeeld op 26 maart 2024. Hij werd op 21 mei 2024 door bondscoach Roberto Martínez opgenomen in de Portugese selectie voor het EK 2024 in Duitsland. Als invaller was hij verantwoordelijk voor de winnende treffer in de eerste wedstrijd van Portugal op dit EK tegen Tsjechië (2–1). Portugal won een groep met ook Turkije en Georgië, schakelde in de achtste finales Slovenië uit en verloor in de kwartfinales op strafschoppen van Frankrijk. Conceição kwam op dit toernooi enkel tegen Turkije in actie.
| Interlands van Francisco Conceição voor Portugal | Interlands van Francisco Conceição voor Portugal | Interlands van Francisco Conceição voor Portugal | Interlands van Francisco Conceição voor Portugal | Interlands van Francisco Conceição voor Portugal | Interlands van Francisco Conceição voor Portugal | Interlands van Francisco Conceição voor Portugal |
| №                                                | Datum                                            | Wedstrijd                                        | Uitslag                                          | Competitie                                       | Goals                                            |                                                  |
| Als speler bij FC Porto                          | Als speler bij FC Porto                          | Als speler bij FC Porto                          | Als speler bij FC Porto                          | Als speler bij FC Porto                          | Als speler bij FC Porto                          | Als speler bij FC Porto                          |
| ------------------------------------------------ | ------------------------------------------------ | ------------------------------------------------ | ------------------------------------------------ | ------------------------------------------------ | ------------------------------------------------ | ------------------------------------------------ |
| 1                                                | 26 maart 2024                                    | Slovenië – Portugal                              | 2 – 0                                            | Vriendschappelijk                                |                                                  |                                                  |

Bijgewerkt op 31 maart 2024.

## Erelijst
| Competitie       | Winnaar | Winnaar |
| Competitie       | Aantal  | Jaren   |
| ---------------- | ------- | ------- |
| Primeira Liga    | 1       | 2021/22 |
| Taça de Portugal | 1       | 2022    |

## Trivia
- Francisco is de zoon van Sérgio Conceição, onder wie hij zijn officiële debuut maakte in het eerste elftal van FC Porto.
- Francisco's oudere broers Sérgio, Rodrigo en Moisés zijn eveneens voetballer.